# Novohradská župa (Československo)
Novohradská župa (slovensky Novohradská župa) byla jedna ze žup, jednotek územní správy na Slovensku v rámci prvorepublikového Československa. Byla vytvořena při vzniku Československa vydělením z uherské Novohradské župy. Existovala v letech 1918–1922, měla rozlohu 1 766 km² a jejím správním centrem byl Lučenec.

## Historický vývoj
Po vyhlášení Martinské deklarace dne 30. října 1918, kterou se Slovensko vydělilo z Uherska a přičlenilo k nově vzniklému Československu, zůstalo slovenské území dočasně rozdělené na administrativní celky vytvořené Uherskem. Jedním z těchto celků byla Novohradská župa, která vznikla vydělením severní části původní uherské Novohradské župy. V čele župy stál vládou jmenovaný župan, který disponoval všemi pravomocemi, zatímco samosprávná funkce župy byla potlačena.
Sídlo původní uherské župy bylo ve městě Balassagyarmat, které zůstalo v Maďarsku. Sídlem československé župy se nově stal Lučenec.
Novohradská župa existovala do 31. prosince 1922. K 1. lednu 1923 bylo na Slovensku vytvořeno nové župní zřízení, které bylo původně plánované pro celé Československo, nicméně realizováno bylo pouze právě na Slovensku.

## Geografie
Novohradská župa se nacházela na jižním Slovensku. Na východě hraničila s Hontskou župou, na severu se Zvolenskou župou a na východě s Gemersko-malohontskou župou. Jižní hranice župy byla zároveň státní hranicí s Maďarskem.

## Administrativní členění
V roce 1919 se Novohradská župa členila na tři slúžňovské okresy (Halič, Lučenec a Modrý Kameň) a jedno město se zřízeným magistrátem (Lučenec), které bylo na úrovni okresu.